# Журавська Ірина
Іри́на Жура́вська (нар. 14 січня 1990) — українська модель. Міс Україна 2008.

## Біографія
Після перемоги на Міс Україна 2008 представляла Україну на конкурсі Міс Світу 2008. До цього Ірина отримала титули Віце-міс Донбас 2007, Міс Інтернет.
Як модель Журавська працювала з українськими дизайнерами. Ірина підписала контракт з агентством KARIN MMG, яке належить Владі Литовченко, яка стала Міс Україна 1995 року.

## Особисте життя
Хрещений батько Журавської — Віталій Журавський, заступник голови КМДА.
4 вересня 2010 року Ірина одружилася з ресторатором Миколою Тищенко, за рік пара розлучилась.